# Ludwig Frederick Audrieth
Ludwig Frederick Audrieth (* 23. Februar 1901  in Wien; † 28. Januar 1967 in Champaign, Illinois) war ein US-amerikanischer Chemiker.

## Leben
Er kam mit seinen Eltern 1902 in die USA und studierte an der Colgate University in Hamilton (New York) mit dem Bachelor-Abschluss 1922 und wurde 1926 an der Cornell University in Anorganischer Chemie promoviert. Danach war er dort Assistent und arbeitete mit A. W. Browne. In New York begann auch sein Interesse an Stickstoffverbindungen und Reaktionen in nichtwässrigen Lösungen. Von 1928 bis zu seiner Emeritierung 1967 war er an der University of Illinois at Urbana-Champaign, wo er Professor für Chemie war. 1959 ließ er sich beurlauben und war bis 1963 Wissenschafts-Attaché an der US-Botschaft in Bonn. Außerdem war er Gastprofessor am Foreign Services Institute in Washington, D.C.
1931/32 war er Gastwissenschaftler bei Paul Walden an der Universität Rostock und lernte dort die Arbeit mit flüssigem Ammoniak als Lösungsmittel. Chemie mit nichtwässrigen Lösungsmitteln waren eines seiner Hauptforschungsgebiete.
Er befasste sich mit Sulfonamiden und Sulfaminsäuren und deren Derivaten. 1939 entdeckte er mit Michael Sveda den künstlichen Süßstoff Sucaryl, das Natriumsalz der Cyclohexylsulfaminsäure. Er kam 1950 auf den Markt.
1938 erkannte er das Potential von Hydrazin als Hochleistungstreibstoff und entwickelte in den 1950er Jahren Produktionsmethoden für diesen und andere Raketentreibstoffe. Er hielt 15 Patente über Explosivstoffe und Raketentreibstoffe.
Er war einer der Gründer der Reihe Inorganic Synthesis und 1934 bis 1967 Mitherausgeber und leistete viele Beiträge zu der Reihe.

## Schriften
- Acids, Bases and Nonaqueous Solutions. 1949.
- mit Betty Ackerson Ogg: The chemistry of Hydrazine. Wiley 1951.
- mit Jacob Kleinberg: Non-Aqueous Solvents: Applications as media for chemical reactions. Wiley 1953.

Er übersetzte das Buch von Paul Walden: Salts, acids, and bases: electrolytes: stereochemistry. McGraw Hill, 1929.